# Caspar Clee
Caspar Clee (auch: Kaspar Klee, Cle; * 1553 in Wehlau; † 14. September 1602 in Königsberg) war ein deutscher Philologe, Ethnologe und Historiker.

## Leben
Der Sohn des Bürgermeisters Christoph Clee und dessen Frau Anna Moller aus Schlesien hatte im Juli 1578 an der Universität Wittenberg ein Studium aufgenommen. Hier hatten in Ethik und Logik Albert Lemeier, in Geschichte Andreas Franckenberger, in der griechischen Sprache Nikolaus Todaeus, in Physik Valentin Espich, in Mathematik Andreas Schato und Valentinus Otho als Lehrkörper der Hochschule Vorlesungen gehalten. Von diesen angeleitet, erwarb er unter dem Dekanat von Bartholomäus Tilemann dort am 9. September 1581 den akademischen Grad eines Magisters der philosophischen Wissenschaften.
Zurückgekehrt in die ostpreußische Heimat, war er ab 1582 in seiner Heimatstadt zwei Jahre lang Rektor der Stadtschule gewesen. 1584 wurde er Konrektor des Pädagogiums in Stettin, 1589 Archipädagoge am mit der Universität Königsberg verbundenen Pädagogium. Dort übertrug man ihm 1593 die erste Inspektion der Alumnen. 1594 hatte man ihn als Professor der griechischen Sprache an die Universität Königsberg berufen und 1601 wurde er dort Professor der Ethik und Geschichte. Von seinen Werken ist eine Disputation de duplici contentione ex lib. I. Hesiodi und eine Eligia nuptialis Mart. Nagelio scripta (Königsberg 1596) bekannt. Er hatte sich auch an den organisatorischen Aufgaben der Königsberger Hochschule beteiligt und war im Sommersemester 1601 Rektor der Alma Mater.
Clee starb 1602 in Königsberg. Sein Leichnam wurde im Professorengewölbe des Königsberger Doms beigesetzt.

## Familie
Clee hatte sich am 25. Mai 1590 mit Katharina (* 1569), der Tochter des Bürgers der Altstadt Lorenz Heilsberger und dessen Frau Gertrud Berwald, verheiratet.
- Caspar Clee (~ 5. März 1591)
- Anna Clee (~ 24. Oktober 1592)
- Sohn NN. († bei Geburt)
- Katharina Clee (* 6. Juni 1594; † August 1602)
- Lorenz Clee (~ 29. April 1595)
- Tochter NN. († bei Geburt)
- Christoph Clee (* 20. November 1599; † 22. April 1602)